# مقاطعة أوماتيلا (أوريغون)
مقاطعة أوماتيلا (بالإنجليزية: Umatilla County)‏ هي إحدى مقاطعات ولاية أوريغون في الولايات المتحدة الأمريكية.